# Parammobatodes craterus
Parammobatodes craterus är en biart som beskrevs av Engel 2008. Parammobatodes craterus ingår i släktet Parammobatodes och familjen långtungebin. Inga underarter finns listade i Catalogue of Life.